# Romanas Brazdauskis
Romanas Brazdauskis (né le 20 février 1964 à Kretinga dans la République socialiste soviétique de Lituanie en ex-URSS) est un ancien joueur lituanien de basket-ball, évoluant au poste de pivot.

## Carrière

### Palmarès
- Médaille de bronze aux Jeux olympiques 1992